# Shōjo Friend
Shōjo Friend (jap. 少女フレンド, shōjo fureindo) war ein Manga-Magazin, das von 1962 bis 1996 in über 900 Ausgaben im Kōdansha-Verlag erschien. Es richtete sich vorwiegend an jugendliche Mädchen und veröffentlichte Shōjo-Manga.
Die erste Ausgabe wurde im Dezember 1962 veröffentlicht. Das Magazin erschien als Shūkan Shōjo Friend (週刊少女フレンド) fortan wöchentlich. Damit war es gemeinsam mit dem wenige Monate später gegründeten Margaret das erste wöchentliche Manga-Magazin für eine weibliche Leserschaft, während monatliche Shōjo-Magazine mit Nakayoshi und Shōjo Club bereits seit einigen Jahren bei Kōdansha publiziert wurden. 1968 folgte mit Shōjo Comic bei Shōgakukan ein weiteres wöchentliches Magazin, womit das Magazin neben Margaret einen weiteren Konkurrenten hatte. 1965 wurde das monatliche Schwestermagazin Bessatsu Friend gegründet.
In den 1960er Jahren arbeiteten unter anderem Tetsuya Chiba, Kazuo Umezu, Machiko Satonaka, Akira Mochizuki und Chieko Hosokawa für das Magazin. In den 1970er Jahren hatten Waki Yamato mit Haikara-san ga Tōru und Yōko Shōji mit Seito Shokun! große Erfolge. Trotzdem sank die Auflagenzahl, weswegen das Magazin 1974 auf einen langsameren Erscheinungsrhythmus umgestellt wurde; es wurde nun zweimal im Monat herausgebracht. Ab 1991 wurde es monatlich veröffentlicht.
Das letzte Mal erschien das Magazin mit der Oktober-Ausgabe 1996. Nach der Einstellung wechselten die Zeichner des Magazins ins neu gegründete Dessert.